# Mike Moore
Michael Kenneth Moore (Whakatane, 28 de gener de 1949 - Auckland, 2 de febrer de 2020) també conegut per Mike Moore va ser un polític neozelandès que va ser breument Primer Ministre de Nova Zelanda i Director General de l'Organització Mundial de Comerç.
Moore va néixer a Whakatane el 1949, però va créixer a Kawakawa. Després de sortir del col·legi va treballar com obrer i després en una impremta. Va esdevenir sindicalista actiu quan tenia disset anys. Va ser vicepresident de la Unió Internacional de Joventuts Socialistes per dos períodes consecutius. Mike Moore va iniciar la carrera parlamentària el 1972, representant el districte d'Eden. Aleshores era el membre més jove del parlament. El 1978 es va mudar a Christchurch i va ser elegit parlamentari per Papanui, càrrec en el qual va quedar fins a l'any 1999. Com a ministre de govern va assumir nombroses carteres, i es va destacar com a Ministre de Comerç Exterior en el transcurs de les negociacions de l'Acord General sobre Aranzels i Comerç (GATT). El 1987 també va ser ministre d'Afers exteriors i el 1988 ministre de Finances.
Mike Moore va ser breument Primer Ministre de Nova Zelanda, entre el 4 de setembre i el 2 de novembre de 1990. El govern laborista va perdre les següents eleccions generals, per la qual cosa Mike Moore va encapçalar l'oposició fins a 1993 i va assumir el rol de representant d'afers exteriors i comerç fins a 1999.